# Ernest O. Holland
Ernest Otto Holland (Bennington, 1874. február 4. – ?, 1950. május 30.) egyetemi oktató, a Kentucky állambeli Louisville közoktatási intézményeinek tanfelügyelője, valamint a Washingtoni Állami Egyetem negyedik, egyben leghosszabb ideig hivatalban lévő rektora.

## Élete
Holland 1874. február 4-én született az Indiana állambeli Benningtonban. Enoch édesapja Philip Calby Holland, édesanyja pedig Ann Atlanta Chittenden Holland; a párnak összesen három fia és egy lánya született. A család 1891-ben az állam délkeleti részéről Bloomingtonba költözött, ahol Philip gyógyszerészeti karrierbe kezdett.
Ernest Holland tanulmányait vidéki és városi iskolákban végezte, majd 1890-ben Switzerland megye székhelyén, a vevay-i gimnáziumban érettségizett. Ernest 1891-ben beiratkozott az Indianai Egyetem angol szakára, ahol 1895-ben szerezte meg BA képesítését. Holland az egyetemen a Sigma Chi fiúszövetség Lambda szervezetének tagja volt, később pedig felvételt nyert a Phi Beta Kappába, amely a legrégebbi az ország legtehetségesebb hallgatóit tömörítő szervezetek közül. Otto PhD oklevelét 1912-ben kapta kézhez.

## Munkássága
Holland karrierjét angoltanárként kezdte; 1895 és 1900 között a Jasper megyei Rensselaer, illetve a Madison megyei Anderson középiskoláiban tanított, majd 1905-ig a louisville-i fiúgimnázium angol nyelvi szakfelelőse volt. Otto 1898 és 1900 között a Cornell Egyetem és a Chicagói Egyetem nyári iskoláiban tanult. Holland 1905-től 1908-ig az Indianai Egyetem tanárképző docense, 1908-tól 1911-ig pedig a középfokú oktatás professzora volt.
Ernest 1908 és 1910 között a Columbia Egyetem tanárképző főiskoláján tanult, majd 1912-ben szintén a Columbián PhD fokozatot szerzett; ugyanezen évben jelent meg „The Pennsylvania state normal schools and public school system” („Pennsylvania állam normáliskolái és -oktatási rendszere”) című disszertációja.
Holland 1911-től a Louisville-i iskolák felügyelője volt; 1915-ben a Washingtoni Állami Főiskola (ma Washingtoni Állami Egyetem) igazgatótanácsa az intézmény rektorává választotta.

## Fordítás
Ez a szócikk részben vagy egészben  az   Ernest O. Holland című angol Wikipédia-szócikk ezen változatának fordításán alapul.  Az eredeti cikk szerkesztőit annak laptörténete sorolja fel. Ez a jelzés csupán a megfogalmazás eredetét és a szerzői jogokat jelzi, nem szolgál a cikkben szereplő információk forrásmegjelöléseként.